# Корсон (округ, Південна Дакота)
Шаблон:StateAbbr_ 45°43′ пн. ш. 101°11′ зх. д. / 45.72° пн. ш. 101.18° зх. д.
Округ  Корсон (англ. Corson County) — округ (графство) у штаті  Південна Дакота, США. Ідентифікатор округу 46031.

## Історія
Округ утворений 1909 року.

## Демографія
За даними перепису 
2000 року 
загальне населення округу становило 4181 осіб, усе сільське.
Серед мешканців округу чоловіків було 2111, а жінок — 2070. В окрузі було 1271 домогосподарство, 950 родин, які мешкали в 1536 будинках.
Середній розмір родини становив 3,82.
Віковий розподіл населення поданий у таблиці:
| Стать    | До 15 років | 15-21 | 22-29 | 30-39 | 40-49 | 50-65 | 65-85 | Понад 85 |
| -------- | ----------- | ----- | ----- | ----- | ----- | ----- | ----- | -------- |
| Чоловіки | 663         | 250   | 203   | 268   | 259   | 265   | 192   | 11       |
| Жінки    | 631         | 252   | 164   | 268   | 252   | 267   | 212   | 24       |

## Суміжні округи
- Сіу, Північна Дакота — північ
- Кемпбелл — схід
- Волворт — південний схід
- Дьюї — південь
- Зібек — південний захід
- Перкінс — захід
- Адамс, Північна Дакота — північний захід

## Виноски
1. ↑  US Decennial Census. US Census Bureau. Архів оригіналу за 26 квітня 2015. Процитовано 23 березня 2015.
2. ↑  Historical Census Browser. University of Virginia Library. Архів оригіналу за 11 серпня 2012. Процитовано 23 березня 2015.
3. ↑  Forstall, Richard L., ред. (27 березня 1995). Population of Counties by Decennial Census: 1900 to 1990. US Census Bureau. Архів оригіналу за 28 грудня 2008. Процитовано 23 березня 2015.
4. ↑  Census 2000 PHC-T-4. Ranking Tables for Counties: 1990 and 2000 (PDF). US Census Bureau. 2 квітня 2001. Архів оригіналу (PDF) за 18 грудня 2014. Процитовано 23 березня 2015.
5. ↑  State & County QuickFacts. Бюро перепису населення США. Архів оригіналу за 9 липня 2011. Процитовано 26 листопада 2013.(англ.) Наведено за англійською вікіпедією.
6. ↑  American FactFinder. Бюро перепису населення США. Архів оригіналу за 29 липня 2011. Процитовано 31 січня 2008.

| США | Це незавершена стаття з географії США. Ви можете допомогти проєкту, виправивши або дописавши її. |